# Le Teich
Le Teich – miejscowość i gmina we Francji, w regionie Nowa Akwitania, w departamencie Żyronda.
Według danych na rok 1990 gminę zamieszkiwało 3607 osób, a gęstość zaludnienia wynosiła 41 osób/km² (wśród 2290 gmin Akwitanii Le Teich plasuje się na 118. miejscu pod względem liczby ludności, natomiast pod względem powierzchni na miejscu 44.).